# Warcq (Meuse)
Pour les articles homonymes, voir Warcq.
Warcq (prononcé [waʁk]) est une commune française située dans le département de la Meuse, en région Grand Est.

## Géographie
| Étain                | Étain               | Rouvres-en-Woëvre   |
| Étain                | Warcq               | Boinville-en-Woëvre |
| Herméville-en-Woëvre | Boinville-en-Woëvre | Boinville-en-Woëvre |

### Hydrographie

#### Réseau hydrographique
La commune est dans le bassin versant du Rhin au sein du bassin Rhin-Meuse. Elle est drainée par l'Orne, le ruisseau d'Eix, le ruisseau de Perroi, le ruisseau de Launay et le ruisseau du Cul des Noues,.
L'Orne, d'une longueur de 86 km, prend sa source dans la commune de Ornes et se jette  dans la Moselle à Richemont, après avoir traversé 25 communes. Les caractéristiques hydrologiques de l'Orne sont données par la station hydrologique située sur la commune d'Étain. Le débit moyen mensuel est de 1,17 m3/s. Le débit moyen journalier maximum est de 30,9 m3/s, atteint lors de la crue du 31 mai 2016. Le débit instantané maximal est quant à lui de 36,7 m3/s, atteint le 15 juillet 2021.
Le ruisseau d'Eix, d'une longueur de 15 km, prend sa source dans la commune de Eix et se jette  dans l'Orne sur la commune, après avoir traversé six communes. 

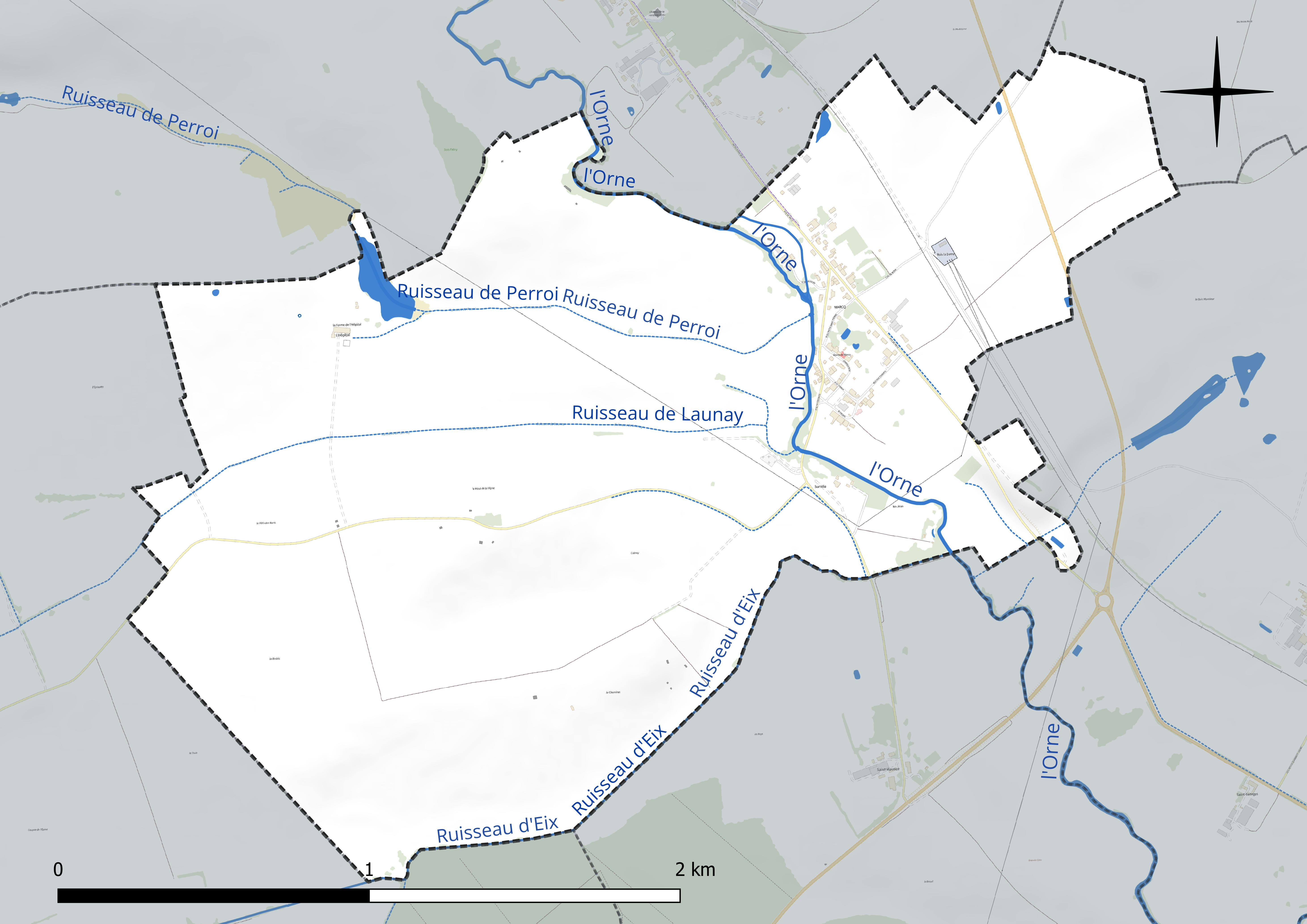
Réseau hydrographique de Warcq.

#### Gestion et qualité des eaux
Le territoire communal est couvert par le schéma d'aménagement et de gestion des eaux (SAGE) « Bassin ferrifère ». Ce document de planification concerne le périmètre des anciennes galeries des mines de fer, des aquifères et des bassins versants hydrographiques associés qui s’étend sur 2 418 km2. Les bassins versants concernés sont celui de la Chiers en amont de la confluence avec l'Othain, et ses affluents (la Crusnes, la Pienne, l'Othain), celui de l'Orne et ses affluents et celui de la Fensch, le Veymerange, la Kiesel et les parties françaises du bassin versant de l'Alzette et de ses affluents (Kaylbach, ruisseau de Volmerange). Il a été approuvé le 27 mars 2015. La structure porteuse de l'élaboration et de la mise en œuvre est la région Grand Est. 
La qualité des cours d’eau peut être consultée sur un site dédié géré par les agences de l’eau et l’Agence française pour la biodiversité. 

### Climat
Pour des articles plus généraux, voir Climat du Grand Est et Climat de la Meuse.
En 2010, le climat de la commune est de type climat des marges montargnardes, selon une étude du Centre national de la recherche scientifique s'appuyant sur une série de données couvrant la période 1971-2000. En 2020, Météo-France publie une typologie des climats de la France métropolitaine dans laquelle la commune est dans une zone de transition entre le climat océanique altéré et le climat océanique altéré et est dans la région climatique  Lorraine, plateau de Langres, Morvan, caractérisée par un hiver rude (1,5 °C), des vents modérés et des brouillards fréquents en automne et hiver. 
Pour la période 1971-2000, la température annuelle moyenne est de 9,7 °C, avec une amplitude thermique annuelle de 16,3 °C. Le cumul annuel moyen de précipitations est de 911 mm, avec 13,1 jours de précipitations en janvier et 9,4 jours en juillet. Pour la période 1991-2020, la température moyenne annuelle observée sur la station météorologique de Météo-France la plus proche, « Rouvres-en-woevre », sur la commune de Rouvres-en-Woëvre à 4 km à vol d'oiseau, est de 10,8 °C et le cumul annuel moyen de précipitations est de 668,3 mm. 
La température maximale relevée sur cette station est de 40,2 °C, atteinte le 24 juillet 2019 ; la température minimale est de −15,4 °C, atteinte le 7 février 2012,,. 
Les paramètres climatiques de la commune ont été estimés pour le milieu du siècle (2041-2070) selon différents scénarios d'émission de gaz à effet de serre à partir des nouvelles projections climatiques de référence DRIAS-2020. Ils sont consultables sur un site dédié publié par Météo-France en novembre 2022.

## Urbanisme

### Typologie
Au 1er janvier 2024, Warcq est catégorisée commune rurale à habitat dispersé, selon la nouvelle grille communale de densité à sept niveaux définie par l'Insee en 2022.
Elle appartient à l'unité urbaine d'Étain, une agglomération intra-départementale regroupant deux  communes, dont elle est une commune de la banlieue,,. La commune est en outre hors attraction des villes,.

### Occupation des sols
L'occupation des sols de la commune, telle qu'elle ressort de la base de données européenne d’occupation biophysique des sols Corine Land Cover (CLC), est marquée par l'importance des territoires agricoles (96,2 % en 2018), une proportion identique à celle de 1990 (96,2 %). La répartition détaillée en 2018 est la suivante : 
terres arables (65,7 %), prairies (30,5 %), zones urbanisées (3,8 %). L'évolution de l’occupation des sols de la commune et de ses infrastructures peut être observée sur les différentes représentations cartographiques du territoire : la carte de Cassini (XVIIIe siècle), la carte d'état-major (1820-1866) et les cartes ou photos aériennes de l'IGN pour la période actuelle (1950 à aujourd'hui).

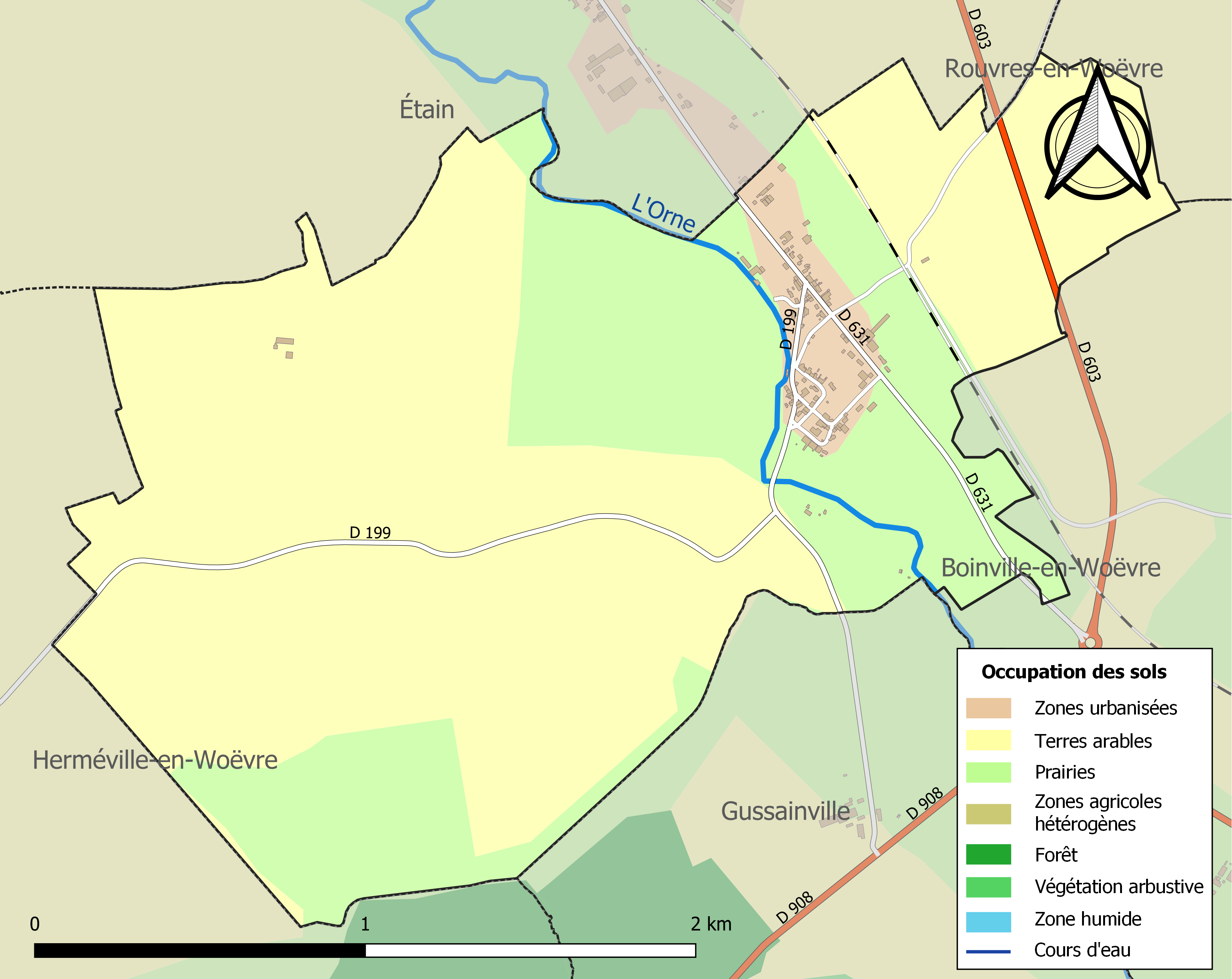
Carte des infrastructures et de l'occupation des sols de la commune en 2018 (CLC).

## Toponymie
- Anciennes mentions[19] : Warck (707) ; Walacræ (IXe siècle) ; Warch (1049) ; Warc (1179); Warc (1225) ; Warc (1241) ; Wart (1333) ; Warc-les-Estain (1560) ; Ware (1601) ; Vuarc (1604) ; Warchum (1642) ; Uuarque (1656) ; Varcq (1700) ; Warcum (1738) ; Varc (1745) ; Warcus, Varchus-castellum, Wargue (1756) ; Warcq (1793).
- En lorrain : Va et Ouark[20].

Le nom de Warcq vient du latin varectum, qui signifie « une terre non encore défrichée ». Ce village est très ancien : Hatton, évêque de Verdun, fondateur d'Hattonchâtel, qui a siégé de 847 à 870, enrichit son église de la ville de Valacram, Walacre, ou Warcq. La ville de Guéret tire également son nom de varectum, qui est une déformation du supin vervactum, du verbe vervago[source insuffisante] : « labourer pour la première fois ».

## Politique et administration
| Période                                  | Période  | Identité      | Étiquette | Qualité |
| ---------------------------------------- | -------- | ------------- | --------- | ------- |
| Les données manquantes sont à compléter. |          |               |           |         |
| mars 2001                                | En cours | Gérard Nahant |           |         |

## Population et société

### Démographie
L'évolution du nombre d'habitants est connue à travers les recensements de la population effectués dans la commune depuis 1793. Pour les communes de moins de 10 000 habitants, une enquête de recensement portant sur toute la population est réalisée tous les cinq ans, les populations de référence des années intermédiaires étant quant à elles estimées par interpolation ou extrapolation. Pour la commune, le premier recensement exhaustif entrant dans le cadre du nouveau dispositif a été réalisé en 2008.

En 2022, la commune comptait 182 habitants, en évolution de −11,22 % par rapport à 2016 (Meuse : −4,4 %, France hors Mayotte : +2,11 %).
| 1793 | 1800 | 1806 | 1821 | 1831 | 1836 | 1841 | 1846 | 1851 |
| ---- | ---- | ---- | ---- | ---- | ---- | ---- | ---- | ---- |
| 193  | 207  | 227  | 259  | 294  | 267  | 246  | 254  | 258  |

| 1856 | 1861 | 1866 | 1872 | 1876 | 1881 | 1886 | 1891 | 1896 |
| ---- | ---- | ---- | ---- | ---- | ---- | ---- | ---- | ---- |
| 234  | 256  | 240  | 271  | 256  | 260  | 242  | 253  | 251  |

| 1901 | 1906 | 1911 | 1921 | 1926 | 1931 | 1936 | 1946 | 1954 |
| ---- | ---- | ---- | ---- | ---- | ---- | ---- | ---- | ---- |
| 229  | 236  | 241  | 115  | 223  | 170  | 162  | 175  | 197  |

| 1962 | 1968 | 1975 | 1982 | 1990 | 1999 | 2006 | 2008 | 2013 |
| ---- | ---- | ---- | ---- | ---- | ---- | ---- | ---- | ---- |
| 205  | 183  | 176  | 163  | 112  | 144  | 193  | 207  | 208  |

| 2018 | 2022 | - | - | - | - | - | - | - |
| ---- | ---- | - | - | - | - | - | - | - |
| 186  | 182  | - | - | - | - | - | - | - |

## Culture locale et patrimoine

### Lieux et monuments
- Église Saint-Firmin XVe siècle, édifice classé au titre des monuments historiques depuis 1921[27].

### Héraldique
| Blason de Warcq | Blason  | De sinople à une divise vivrée ondée de deux pièces renversées d'argent, accompagnée en chef de deux épis de blé et en pointe d'une croix de Malte, le tout d'or. |
| Blason de Warcq | Détails | Le statut officiel du blason reste à déterminer. |